# 八馬理
八馬 理（はちうま ただす、1927年〈昭和2年〉10月 - ）は、日本の実業家。西宮酒造（現日本盛）社長。

## 人物
兵庫県西宮市久保町、八馬汽船相談役・三代八馬兼介の二男。八馬啓の弟。
旧制甲南高等学校を経て、早稲田大学商学部卒業。父兼介が1920 - 1930年代に収集した新羅金銅仏像と百済金製耳飾など383点を国立中央博物館寄贈館に寄贈した。住所は芦屋市平田町。

## 家族・親族
八馬家
- 妻[2]